# 珀爾·貝利

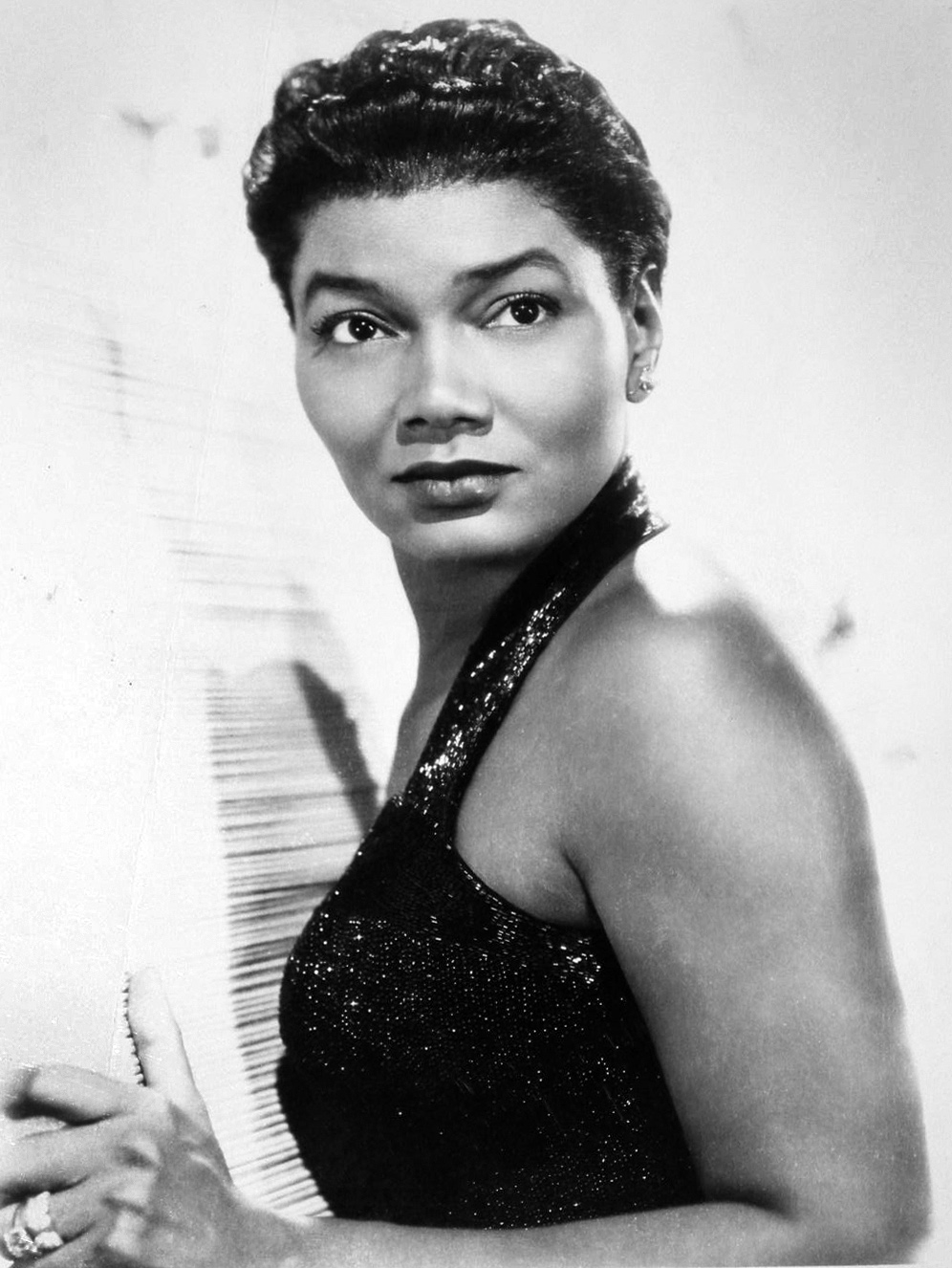
珀爾·貝利

珀尔·梅·贝利（1918年3月29日—1990年8月17日）是一位美国女演员、歌手、喜剧演员和作家。 1946年，她在百老汇首次演出。她曾出演你好，多莉。1976年，她成为第一位获得美国演员工会终身成就奖的非裔美国人。  1986年，她获得日間時段艾美獎。1988年10月17日，她被授予总统自由勋章。 